# Lago Bucura
El lago Bucura es un lago de circo glaciar, situado en las montañas Retezat, en Rumania. Se encuentra al sur de la cresta principal, en la base del pico Peleaga, y a una altitud de aproximadamente 2.040 m.
Es el lago glaciar más grande de Rumania, con una superficie de más de 105,000 metros cuadrados. Tiene 550 m de largo, 160 m de ancho en promedio y 225 m de ancho máximo, para un perímetro de 1.390 m. La profundidad máxima es 15.5 m, y el volumen 625,000 m³.